# 沃爾夫物理學獎
沃爾夫物理學獎（英語：Wolf Prize in Physics）是以色列沃爾夫基金會每年一次（雖然有些年度並無獲獎者）授予傑出物理人士的一個獎項，是沃爾夫獎六個獎項之一，自1978年以來開始頒發。沃爾夫物理學獎經常被認為是諾貝爾物理學獎以外，物理學界最重要的獎項之一。許多沃爾夫物理學獎得主也曾經獲得諾貝爾物理學獎。

## 獲獎者名單[3]
| 年份          | 獲獎者                                             | 國籍                                   | 獲獎原因 |
| ------------- | -------------------------------------------------- | -------------------------------------- | --- |
| 1978年        | 吳健雄                                             | 美国 · （美國籍華人）                  | 她對於弱相互作用的研究，幫助建立理論基礎。                                                                                       |
| 1979年        | 乔治·乌伦贝克                                      | 荷蘭 / 美国                            | 發現電子自旋，後期與塞缪尔·古德斯米特合作。                                                                                      |
| 1979年        | 朱塞佩·奥基亚利尼                                  | 義大利                                 | 對於電子偶產生和帶電介子的發現。                                                                                                 |
| 1980年        | 迈克尔·费希尔 利奥·卡达诺夫 肯尼斯·威爾森          | 美国 · 美国 · 美国                     | 對於熱力學不同的物質間轉變理論的開創性研究。                                                                                     |
| 1981年        | 弗里曼·戴森 杰拉德·特·胡夫特 維克托·魏斯科普夫     | 英国 / 美国; · 荷蘭; · 奥地利 / 美国   | 對於物理理論，尤其是在量子理論的發展和應用的傑出貢獻。                                                                           |
| 1982年        | 利昂·莱德曼 马丁·佩尔                              | 美国 · 美国                            | 他們意想不到的實驗性研究發現，建立第三代夸克和輕子理論。                                                                         |
| 1983年 / 84年 | 歐文·哈恩                                          | 美国                                   | 他發現核自旋回波和自引發透明現象。                                                                                               |
| 1983年 / 84年 | 彼得·B·赫希                                        | 英国                                   | 他促進電子顯微鏡的發展，以研究晶體物質的結構。                                                                                   |
| 1983年 / 84年 | 西奥多·梅曼                                        | 美国                                   | 創造世界第一台雷射器。 |
| 1985年        | 康耶斯·赫林 菲利普·諾齊埃                          | 美国 · 法國                            | 對於固體的基礎理論，特別是金屬中的電子行為作出了重大貢獻。                                                                       |
| 1986年        | 米切爾·費根鮑姆                                    | 美国                                   | 他對於非線性系統的開創性理論研究，使混沌系統的研究成為可能。                                                                     |
| 1986年        | 阿爾伯特·利比查伯                                  | 法國 / 美国                            | 他對於紊流和渾沌系統轉變的出色實驗性研究。                                                                                       |
| 1987年        | 赫爾伯特·傅利曼                                    | 美国                                   | 對於太陽X射線的開創性研究。 |
| 1987年        | 布鲁诺·罗西 里卡尔多·贾科尼                        | 義大利 / 美国 · 義大利 / 美国          | 發現太陽系外的X射線源並闡明其物理反應過程。                                                                                      |
| 1988年        | 羅傑·潘洛斯 史蒂芬·霍金                            | 英国 · 英国                            | 對於廣義相對論的重要研究，並顯示宇宙奇點的必要性，及闡述了黑洞物理。從這些研究中，他們大幅地擴張我們對於宇宙的起源和命運的認知。 |
| 1989年        | 未授獎                                             |                                        | |
| 1990年        | 皮埃尔-吉勒·德热纳 戴维·索利斯                     | 法國; · 英国 / 美国                    | 對於各種開創性的貢獻，尤其是德热纳對大分子物質、液態晶體與複雜的凝聚態系統的研究，蕭勒士則是對於紊亂和低維系統研究做出貢獻。     |
| 1991年        | 莫里斯·戈德哈伯 瓦倫坦·泰萊格迪                    | 美国; · 瑞士 / 美国                    | 對於核子物理和粒子物理，特別是那些涉及輕子弱相互作用的開創性貢獻。                                                               |
| 1992年        | 约瑟夫·泰勒                                        | 美国                                   | 他發現並研究了一顆脈衝星，並高度精確地驗證了廣義相對論的正確性。                                                                 |
| 1993年        | 本華·曼德博                                        | 法國 / 美国                            | 認識到碎形的普遍性並發展數學工具來描述它們，他已經改變了我們對於自然界的觀念。                                                   |
| 1994年 / 95年 | 维塔利·拉扎列维奇·金兹堡                           | 俄羅斯                                 | 對於超導理論及高能天體物理學理論的貢獻。                                                                                         |
| 1994年 / 95年 | 南部陽一郎                                         | 日本 / 美国                            | 對於基本粒子理論的貢獻，包括自發對稱破缺的超導理論，並發現強相互作用的顏色對稱現象。                                             |
| 1995年 / 96年 | 未授獎                                             |                                        | |
| 1996年 / 97年 | 約翰·惠勒                                          | 美国                                   | 對於黑洞物理、量子重力、核散射和核裂變理論的開創性貢獻。                                                                         |
| 1998年        | 亚基尔·阿哈罗诺夫 迈克尔·贝里                      | 以色列 · 英国                          | 對於量子拓撲和幾何階段的發現。特別是阿哈羅諾夫-玻姆現象與貝里相位，並將其納入物理學許多領域當中。                                |
| 1999年        | 丹·舍特曼                                          | 以色列                                 | 於實驗中發現準晶體，它具有與晶體相似的長程有序的原子排列，但是不具備晶體的平移對稱性。                                           |
| 2000年        | 雷蒙德·戴维斯 小柴昌俊                             | 美国 · 日本                            | 他們開創性的探測宇宙中微子，從而開創了中微子天文學的新興領域。                                                                   |
| 2001年        | 未授獎                                             |                                        | |
| 2002 / 03年   | 伯特蘭·霍爾珀林 安東尼·萊格特                      | 美国; · 英国 / 美国                    | 對於凝聚態物理的重要貢獻：萊格特對於光氦同位素和宏觀量子現象研究;而霍爾珀林則對於二維相變、無序系統和電子的強相互作用研究。      |
| 2004年        | 羅伯特·布繞特 弗朗索瓦·恩格勒 彼得·希格斯          | 比利时 · 比利时 · 英国                 | 對於粒子物理開創性的研究，規範對稱性在亞原子粒子的世界並不成立。                                                                 |
| 2005年        | 丹尼尔·克莱普纳                                    | 美国                                   | 對於原子物理學的開創性工作，包括氫微射原子鐘、里德伯原子和玻色–愛因斯坦凝聚的研究                                                |
| 2006 / 07年   | 阿尔贝·费尔 彼得·格林贝格                          | 法國 · 德国                            | 他們的獨立發現巨磁阻效應（GMR），從而發展出一個嶄新的自旋電子學，利用電子自旋的研究來儲存並運輸信息應用領域                      |
| 2008年        | 未授獎                                             |                                        | |
| 2009年        | 未授獎                                             |                                        | |
| 2010年        | 约翰·克劳泽 阿兰·阿斯佩 安东·蔡林格                | 美国 · 法國 · 奥地利                   | 他們對於基本物理概念和實驗的貢獻，特別是擴展貝爾不等式或量子糾纏概念                                                             |
| 2011年        | 马克西米利安·海德尔 哈拉尔德·罗泽 克努特·乌尔班    | 奥地利 · 德国 · 德国                   | 他們對於校正電子顯微鏡像差的研究，讓科學家可以觀察到皮米尺度下的原子，對材料科學產生革命性的影響                                 |
| 2012年        | 雅各布·贝肯斯坦                                    | 以色列                                 | 他对黑洞的研究。 |
| 2013年        | 彼得·佐勒 胡安·伊格纳西奥·西拉克·萨斯图赖因        | 奥地利 · 西班牙                        | 他们对量子信息处理、量子光学与量子气体的物理性质的开创性理论贡献。                                                               |
| 2014年        | 未授獎                                             |                                        | |
| 2015年        | 詹姆斯·比約肯                                      | 美国                                   | 他對深度非線性散射的尺度預測，導致成功識別核子內的類點成份。他對闡述強相作互作用的性質有着關鍵性的貢獻。                         |
| 2015年        | 罗伯特·科什纳                                      | 美国                                   | 他為研究生和博士後研究員創造了揭示宇宙膨脹加速的小組、環境和方向。                                                               |
| 2016年        | 约瑟夫·阿马里                                      | 以色列                                 | 他在介观物理学方面的工作——这门物理学的分支以小于宏观物体（肉眼可视）但大于原子的物体为研究对象。                                 |
| 2017年        | 米歇尔·麦耶 迪迪埃·奎洛兹                          | 瑞士 · 瑞士                            | 发现第一颗围绕类似太阳的恒星运转的系外行星                                                                                       |
| 2018年        | 查尔斯·H·本内特 吉勒斯·布拉薩德                    | 美国 · 加拿大                          | 對於擴展量子資訊科學研究 |
| 2019          | 未授獎                                             |                                        | |
| 2020年        | 拉菲·比斯特里策 巴勃罗·哈里略-埃雷罗 艾伦·麦克唐纳 | 以色列 · 西班牙 · 加拿大               | 對於雙層石墨烯旋轉的先驅研究及實驗                                                                                               |
| 2021年        | 乔治·帕里西                                        | 義大利                                 | 在无序系统、粒子物理学和统计物理学领域有突破性发现                                                                               |
| 2022          | 安妮·呂利耶 保罗·科克姆 费伦茨·克劳斯              | 法國 / 瑞典 · 加拿大 · 匈牙利 / 奥地利 | 对超快激光科学和阿秒物理学有开创性贡献                                                                                           |
| 2023          | 未授獎                                             |                                        | |

## 外部連結
- 沃爾夫物理學獎獲得者 （页面存档备份，存于）
- 沃爾夫基金會 （页面存档备份，存于）